# 拉姆西 (加利福尼亞州莫多克縣)
拉姆西（英語：Ramsey）是位於美國加利福尼亞州莫多克縣的一個非建制地區。該地的面積和人口皆未知。

## 地理
拉姆西的座標為41°16′56″N 120°30′30″W / 41.28222°N 120.50833°W，而該地的平均海拔高度為1342米（即4403英尺）。